# 野球キュラソー代表
野球キュラソー代表（Curacao National Baseball Team）は、キュラソーにおける野球のナショナルチームである。WBSC南北アメリカに加盟している。

## 概要
IBAFワールドカップや、アメリカ大陸の国や地域によって争われるパンアメリカンゲームズなど、一部の特別な大会においてのみ組織される、特殊な代表チームである。ワールド・ベースボール・クラシックなどの大会においては、キュラソー出身のトップ選手は、本国出身の選手と合同で野球オランダ代表を結成して出場するため、組織されることはない。派遣元の協会もオランダ代表とは異なっている。年に一度、オランダ代表との強化試合を実施している。
元々は「野球オランダ領アンティル代表（Baseball Netherlands Antilles National Team）」という名称であったが、2010年10月10日を以て、政体としてのオランダ領アンティルが解体された（詳細は、「オランダ領アンティル」の当該項目を参照）ため、代表チームの名称も「キュラソー代表」に変更された。

## 国際大会における成績

### ワールド・ベースボール・クラシック
- 2006年 - 参加せず
- 2009年 - 参加せず
- 2013年 - 参加せず
- 2017年 - 参加せず
- 2023年 - 参加せず

### オリンピック
- 1992年 - 参加せず
- 1996年 - 参加せず
- 2000年 - 参加せず
- 2004年 - 参加せず
- 2008年 - 参加せず

### プレミア12
- 2015年 - 参加資格無し
- 2019年 - 参加資格無し
- 2024年 - 参加資格無し

## 代表選手
- 2015 ワールドポート・トーナメント キュラソー代表